# 루마니아 유대인
루마니아 유대인(루마니아어: Evrei români; 히브리어: יהודים רומנים)은 루마니아와 루마니아 태생의 유대인들에 관한 것으로, 오늘날 루마니아 영토에 대한 최초의 언급에서부터 시작된다. 18세기까지 미미하게 유대인 인구는 1850년 이후, 특히 제1차 세계 대전의 여파로 대루마니아가 수립된 이후 증가했다. 다양한 공동체가 압도적으로 도시적이긴 하지만, 유대인들은 19세기 후반 "유대인 문제"와 유대인 주민의 시민권에 대한 권리에 대한 논쟁에서부터 홀로코스트의 일부로 루마니아에서 자행된 대량학살에 이르기까지 루마니아 사회의 종교적 박해와 인종차별의 대상이었다. 후자는 알리야의 연속적인 물결과 함께 오늘날 루마니아의 유대인 공동체의 전반적인 규모의 급격한 감소를 설명한다.
현재 루마니아 영토에는 약 29만~36만 명의 루마니아 유대인이 제2차 세계 대전에서 생존하였다(종전 통계에 따르면 355,972명). 루마니아 공산정권 시절 이스라엘로의 대규모 이주가 있었고, 1987년에는 23,000명의 유대인만이 루마니아에 거주하였다.
오늘날, 대다수의 루마니아 유대인들이 이스라엘에 살고 있는 반면, 현대의 루마니아는 계속해서 적은 유대인 인구를 수용하고 있다. 2011년 인구 조사에서, 3,271명의 사람들이 스스로 유대인이라고 선언했다.

## 20세기

### 제1차 세계 대전 전후
루마니아 유대인들의 대규모 이주는 1878년 이후 곧 시작되었고, 러시아 제국의 키시뇨프 포그롬 (1905년) 이후 베사라비아 유대인들의 수가 증가하고 감소하였다. 《유대 대백과사전》은 포그롬 직전인 1905년에 "필요한 여행 경비가 마련된다면 적어도 70%는 언제든지 이 나라를 떠날 것으로 인정된다"고 썼다. 공식적인 이민 통계는 없지만 1898년부터 1904년까지 유대인 이민자의 최소 수는 70,000명으로 두는 것이 안전하다. 1900년까지 루마니아 유대인은 250,000명으로 인구의 3.3%, 도시 거주자의 14.6%, 몰다비아 도시 인구의 32%, 이아시의 42%였다.

### 홀로코스트
루마니아는 1940년부터 1944년까지 나치 독일과 동맹을 맺었다. 이온 안토네스쿠의 독재 아래 루마니아 통제하의 베사라비아, 부코비나, 트란스니스트리아 같은 곳에서 38만~40만 명의 유대인이 홀로코스트(유대인 대학살)에서 살해됐다.

### 루마니아의 홀로코스트 부정
홀로코스트가 발생한 지 수십 년이 지난 지금, 특히 루마니아 공산정권 시절, 홀로코스트에 대한 교육과 학습은 금기시됐다. 교과서들이 유대인과 루마니아인을 조직적으로 살해하는 과정에서 루마니아 정부의 역할을 인정하지는 못했다. 루마니아 사회에는 아직도 홀로코스트 부정이 만연해 있다.
1945년부터 1989년까지 동구권 시대에는 정부가 역사 교육을 비롯한 사회 곳곳에 영향을 미쳤다. 제2차 세계 대전이 거론됐을 때 교과서들은 루마니아가 히틀러에 맞서 싸우고 있다고 했고, 교과서들이 루마니아가 나치에 협력했다고 언급했을 때 루마니아가 실제로 민족의 독립을 잃고 독일에 점령당했다고 서술했지만 나치를 돕고 지원한 것은 아니었다. 홀로코스트에 대한 언급은 무시되고 누락돼 당시로서는 흔하지 않았던 유대인 학살을 교과서들이 언급했을 때는 광택이 나거나 축소되거나 왜곡됐다. 홀로코스트가 언급됐을 때는 짧은 시간에 또 한 번의 전쟁 희생자로 그려졌고, 유럽에서 루마니아의 탁월한 위상을 언급하면서 국가의 책임을 숨겼다. 교과서들은 대신 공산주의자들을 나치의 주요 피해자로 그렸다.
홀로코스트 교육은 공산주의 이후의 루마니아에서 시행되기까지 오랜 시간이 걸렸다. 루마니아의 민주화는 1989년 12월에 시작되었지만 홀로코스트 교육이 이슈로 제기되고 법이 통과되기까지 1999년까지 10년이 걸렸다. 홀로코스트 교육은 1999년에 수용되었지만, 정부가 홀로코스트의 잔혹함과 그것에서 그들의 역할을 보여주기 위해 교육 과정을 공고히 하는 데는 몇 달이 걸렸다.
2021년 현재, 루마니아는 홀로코스트 부정의 과거로부터 벗어나기 위한 발걸음을 내딛었다. 2004년 국제 홀로코스트 기억 동맹에 가입했으며 2016년 의장직을 이어받았으며, 홀로코스트 교육을 둘러싼 행사를 지속적으로 조직하고 후원했다. 2021년, 홀로코스트 부정에 대한 첫 번째 선고가 이 나라에서 내려졌다. 피고인은 전 루마니아 정보국(SRI) 회원으로 홀로코스트의 진실성에 반대하는 글과 책을 여러 권 출판했다.

## 역사적 인구
1930년 인구 조사는 대루마니아 지역을 포함하는 유일한 조사였다. 1948년, 1956년, 1966년, 1977년, 1992년, 2002년, 2011년 인구 조사는 루마니아의 오늘날 영토를 포함했다. 모국어에 대해 묻는 1948년 인구 조사를 제외한 모든 인구 조사는 민족성에 대한 질문이 있었다. 몰다비아와 왈라키아는 각각 1859년에 인구 조사를 실시했다. 루마니아 왕국은 1884년, 1889년, 1894년에 통계적 추정치를 실시했고, 1899년과 1912년에 인구 조사를 실시했다. 이온 안토네스쿠 정권도 1941년 4월에 두 개의 총선거를 실시했고, 1942년 5월에 "유대인의 피"를 가진 사람들을 위한 총선거를 실시했다.

## 같이 보기
- 헝가리 유대인
- 몰도바 유대인